# Eva Kailiová
Eva Kailiová (řecky Εύα Καϊλή; * 26. října 1978 Soluň) je řecká politička, která od roku 2014 působí jako poslankyně Evropského parlamentu. Od ledna do prosince 2022 byla jedním z jeho 14 místopředsedů. V minulosti byla poslankyní řeckého parlamentu a moderátorkou televizních zpráv řeckého televizního kanálu MEGA Channel.

## Život
Kailiová studovala architekturu a stavební inženýrství na Aristotelově univerzitě v Soluni. Ve studiu pokračovala na univerzitě v Pireu, kde v roce 2008 získala titul Master of Arts v oboru mezinárodních a evropských záležitostí. Od roku 2014 pokračovala v doktorském studiu mezinárodní hospodářské politiky na univerzitě v Pireu, k roku 2022 ho neměla ukončené.

## Politická kariéra
V roce 1992 se Kailiová připojila k mládežnické organizaci strany PASOK. V roce 2002 byla nejmladší zastupitelkou, která byla zvolena do městské rady v Soluni.
V celostátních volbách v roce 2007 byla zvolena poslankyní řeckého parlamentu. V té době byla nejmladší poslankyní za stranu PASOK. Své místo si udržela i po volbách v roce 2009.
Od roku 2014 je Kailiová poslankyní Evropského parlamentu. Až do svého vyloučení v roce 2022 byla členkou skupiny Progresivní aliance socialistů a demokratů (S&D).
Dne 18. ledna 2022 se Kailiová stala jedním ze 14 místopředsedů Evropského parlamentu. Dne 10. prosince jí byl výkon této funkce pozastaven.

## Obvinění z korupce a zatčení
Dne 9. prosince 2022 byla Kailiová zatčena belgickou policií po vyšetřování. Byla obviněna z organizovaného zločinu, korupce a praní špinavých peněz spojených s lobbingem na podporu Kataru. Její otec měl u sebe při zatčení kufr s penězi a v jejím domě byly nalezeny peníze v pytlích. Tím, že se policii podařilo chytit političku „při činu“, nemohla využít poslaneckou imunitu. V EP měla základní plat přes 228 000 korun hrubého měsíčně. Belgická policie provedla razii v 16 domech a zadržela nejméně čtyři další osoby včetně bývalého europoslance Antonia Panzeriho a Kailiina partnera a také jejího otce. Během zátahů vyšetřovatelé zajistili více než 600 000 eur v hotovosti (asi 15 milionů korun).
Dne 12. prosince 2022 řecký úřad pro boj proti praní špinavých peněz oznámil, že zmrazil veškerý majetek Kailiové a jejích rodinných příslušníků.
Načasování zatčení se shodovalo s konáním mistrovství světa ve fotbale v Kataru. Ačkoli ze strany západních představitelů byl šampionát z řady hledisek kritizován, Kailiová během projevu v Evropském parlamentu chválila tamější stav lidských práv a kritizovala obvinění z korupce, která byla proti Kataru vznesena.

## Osobní život
Jejím životním partnerem je Ital Francesco Giorgi, který pracuje jako asistent v kanceláři italského europoslance ve skupině evropských socialistů. Mají spolu dceru.